# Felicja Gwincińska
Felicja Gwincińska (ur. 12 lutego 1939, zm. 10 października 2013) – polska działaczka samorządowa i społeczna, nauczycielka, w latach 1986–1989 wicewojewoda bydgoski, w latach 1998–2006 przewodnicząca rady miejskiej Bydgoszczy.

## Życiorys
Ukończyła studia pedagogiczne, z zawodu nauczycielka. Uczyła w szkole podstawowej, następnie pracowała w Ośrodku Doskonalenia Nauczycieli. Przez wiele lat działała w Towarzystwie Muzycznym im. I. J. Paderewskiego w Bydgoszczy, w latach 2001–2013 pozostawała jego prezesem. Współorganizowała Międzynarodowy Konkurs Pianistyczny im. Ignacego Jana Paderewskiego o randze międzynarodowej. Była także inicjatorką tzw. obiadów czwartkowych w pałacu w Ostromecku oraz budowy pomnika Kazimierza III Wielkiego.
W PRL-u zaangażowała się w lokalną politykę, była m.in. wiceprzewodniczącą Wojewódzkiej Rady Narodowej w Bydgoszczy (jako bezpartyjna). Od 1986 do 1989 zajmowała stanowisko wicewojewody bydgoskiego. W latach 1994–2013 zasiadała w bydgoskiej radzie miejskiej – początkowo z ramienia Sojuszu Lewicy Demokratycznej, a w 2010 wybrana z listy komitetu Konstantego Dombrowicza (kierowała obydwoma klubami radnych). Od 1994 do 1998 była wiceprzewodniczącą rady, a następnie do 2006 przez dwie kadencje przewodniczącą. W 2009 wykluczona z SLD.
Matka Tomasza Gwincińskiego. Zmarła wskutek choroby nowotworowej, pochowano ją na Cmentarzu Starofarnym w Bydgoszczy.

## Odznaczenia
Odznaczona m.in. Krzyżem Kawalerskim i Oficerskim (2002) Orderu Odrodzenia Polski za wybitne zasługi dla społeczności lokalnej, za osiągnięcia w pracy samorządowej. W 2013 wyróżniona tytułem honorowej obywatelki Bydgoszczy, a w 2001 – Bydgoszczanina Roku.